# Swartlings ridskola

Swartlings ridskola är en ridskola med verksamhet på Ryttarstadion i Stockholm.

## Historik

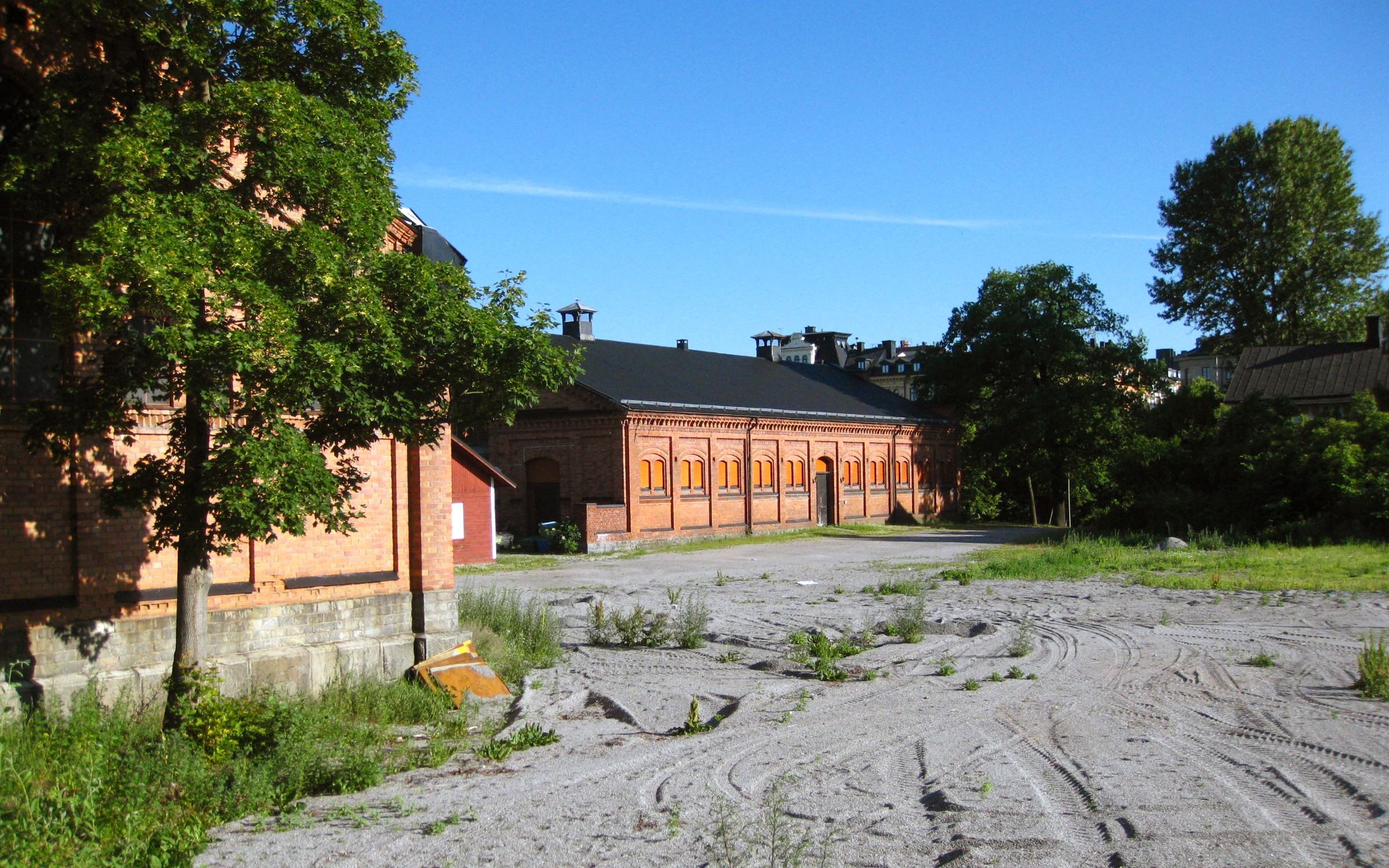
Swartlings ridskola tidigare lokaler i Generalstabens stalletablissement.

Ridskolan grundades 1905 av Reinhold Swartling senior. Reinhold hade ett förflutet som ryttmästare vid Smålands husarregemente och som ridlärare vid Ridskolan Strömsholm. Hans son, Fredrik Swartling, arbetade som förste stallmästare vid ridskolan Berliner Tattersall i Berlin innan han tog över faderns ridskola som då låg bakom Stockholms stadion.
År 1942 togs verksamheten över av Fredriks son, Reinhold Swartling junior, som 1949 flyttade verksamheten, först till Svea artilleriregementes gamla stallar och senare i Generalstabens stalletablissement på Valhallavägen 99. Förutom ridskolan verkade Reinhold också som tränare, ägare och uppfödare av galopphästar. Som mest fanns det 80 galoppörer som tävlade för familjen Swartling runt om i Skandinavien. Reinhold var segerrikaste hästägare fyra gånger under 60-talet och 1966 dessutom vinstrikaste tränare med hela 82 vinnare, ett rekord som stod sig in mot 2000-talet.
1985 övertogs ridskolan av syskonparet Gunilla och Fredrik Swartling som drev den fram till 2005 då fastigheten såldes till Akademiska hus eftersom de ville att ridskolan skulle ha ett bättre läge för hästarna. Idag bedrivs ridskolans verksamhet på Löttinge gård i Täby och sedan hösten 2012 även på Ryttarstadion i Stockholm.